# Mbiganyi Thee
Mbiganyi Thee, född 26 maj 1962, är en friidrottare från Botswana. Han deltog vid olympiska sommarspelen 1988 och olympiska sommarspelen 1992.